# Wyrzysk
Wyrzysk (niem. Wirsitz) – miasto nad Łobżonką w woj. wielkopolskim, w powiecie pilskim, siedziba gminy miejsko-wiejskiej Wyrzysk. W latach 1975–1998 miasto administracyjnie należało do woj. pilskiego. Leży w historycznej Krajnie.
Według danych z 31 grudnia 2009 miasto liczyło 5232 mieszkańców.

## Położenie

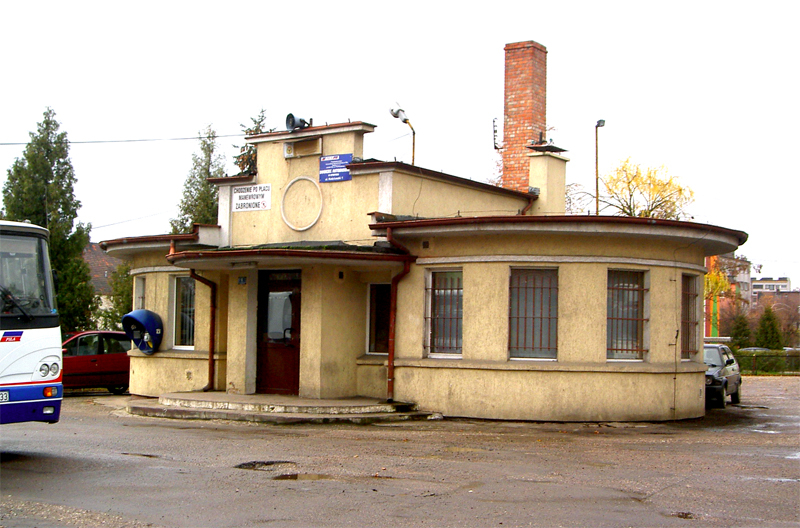
Dworzec autobusowy

Wyrzysk leży 35 km na wschód od Piły, na południowym skraju Pojezierza Krajeńskiego, w pobliżu Doliny Noteci, w głębokiej dolinie rzeki Łobżonki, w pagórkowatej, malowniczej okolicy. W bliskiej okolicy przebiega droga krajowa nr 10 Szczecin-Warszawa stanowiąca północne obejście Wyrzyska, a przez miasto prowadzą drogi wojewódzkie nr 194 do Gołańczy i nr 242 do Więcborka. 4 km na południe od miasta (w Osieku nad Notecią) znajduje się stacja kolejowa Wyrzysk Osiek, na linii Piła – Bydgoszcz.

## Historia
Prawdopodobnie jako pierwsi osiedlili się w wyrzyskim odcinku rzeki Łobżonki Celtowie na początku naszej ery. Osada znana w źródłach od 1320. W XIV dziedziczyli ją Pałukowie. W XV wieku Wyrzysk wspominany jest jako miasto, od 1772 w zaborze pruskim, później własność różnych rodów szlacheckich, od 1773 sprzedana królowi pruskiemu Fryderykowi II. Pierwotna lokacja miasta nie powiodła się i miasto lokowano ponownie między 1744 a 1773. Rozwój Wyrzyska na przełomie XVIII i XIX wieku związany był z założeniem tutaj jednej z baz regulacji Noteci. 1 stycznia 1919 Wyrzysk opanowany został przez powstańców wielkopolskich. W końcu 1939 Niemcy na terenie dawnej strzelnicy i cmentarza ewangelickiego zamordowali 26 Polaków. 

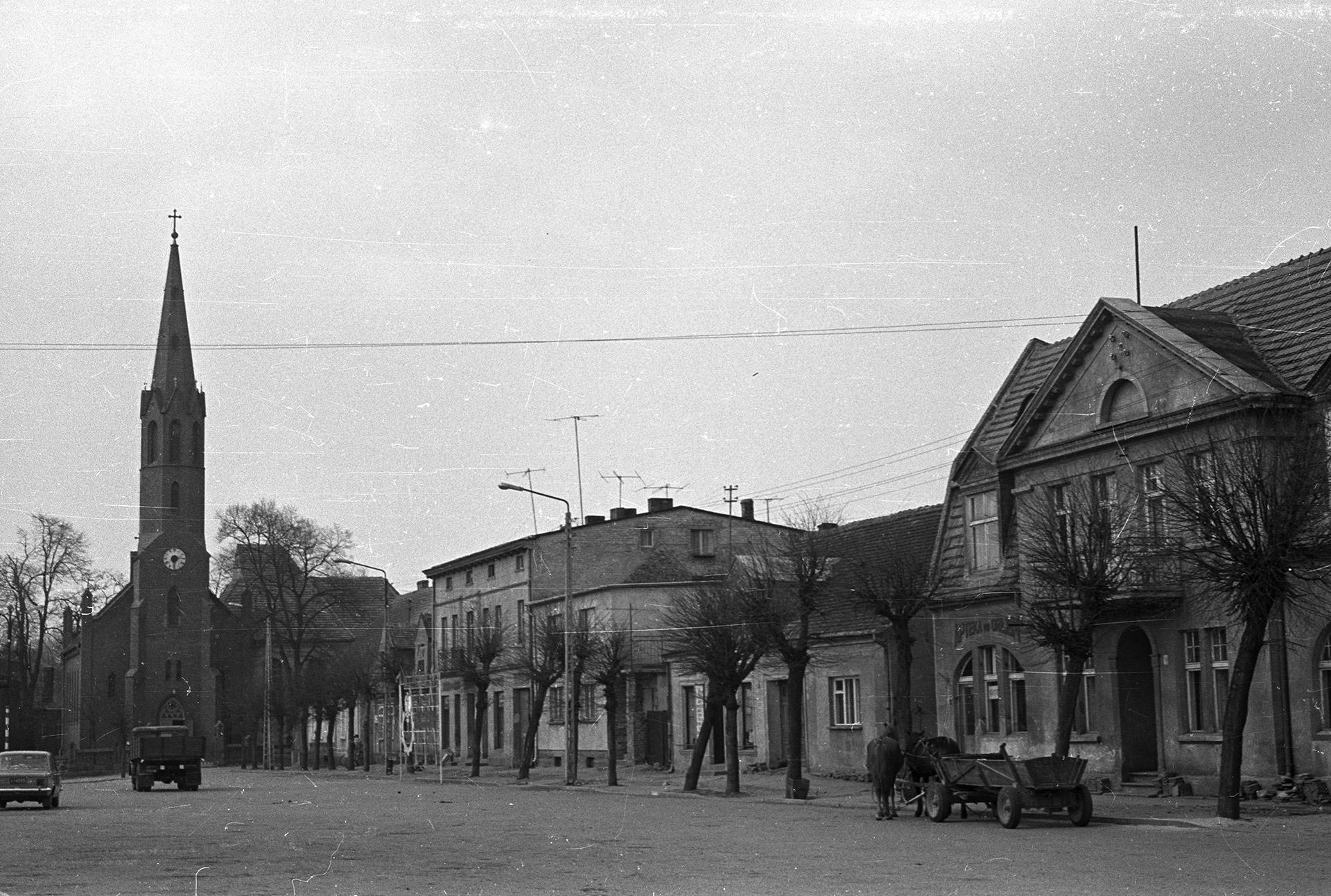
Rynek, kościół św. Marcina, 1974

W latach 1818–1975 miasto było stolicą powiatu wyrzyskiego. Do 1938 r. leżało w woj. poznańskim, później do 1939 w pomorskim, a od 1945 – w bydgoskim. Po reformie administracyjnej w 1975 roku terytorium powiatu zostało podzielone pomiędzy nowe (mniejsze) województwo bydgoskie i województwo pilskie. Powiatu nie przywrócono także w roku 1999 a miasto włączono do powiatu pilskiego w woj. wielkopolskim.

## Gospodarka
W Wyrzysku znajduje się kilka niewielkich przedsiębiorstw produkcyjnych. Działa tu Przedsiębiorstwo Budowlane „PBR” S.A.

## Demografia

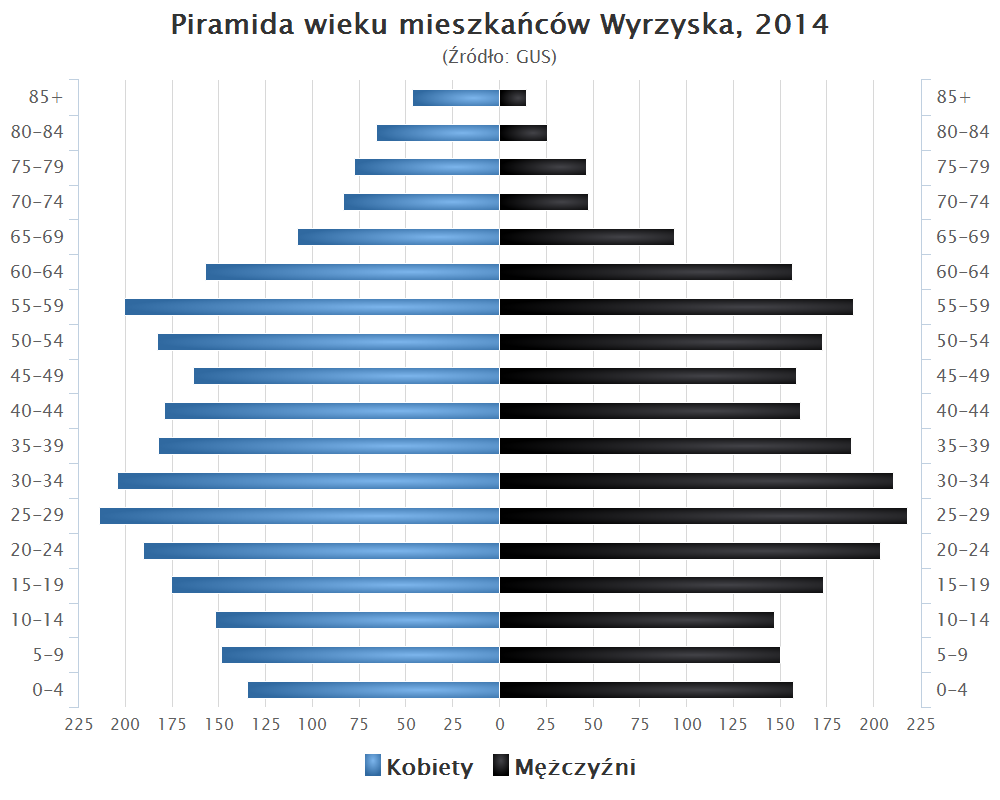
Piramida wieku mieszkańców Wyrzyska w 2014 roku

## Zabytki

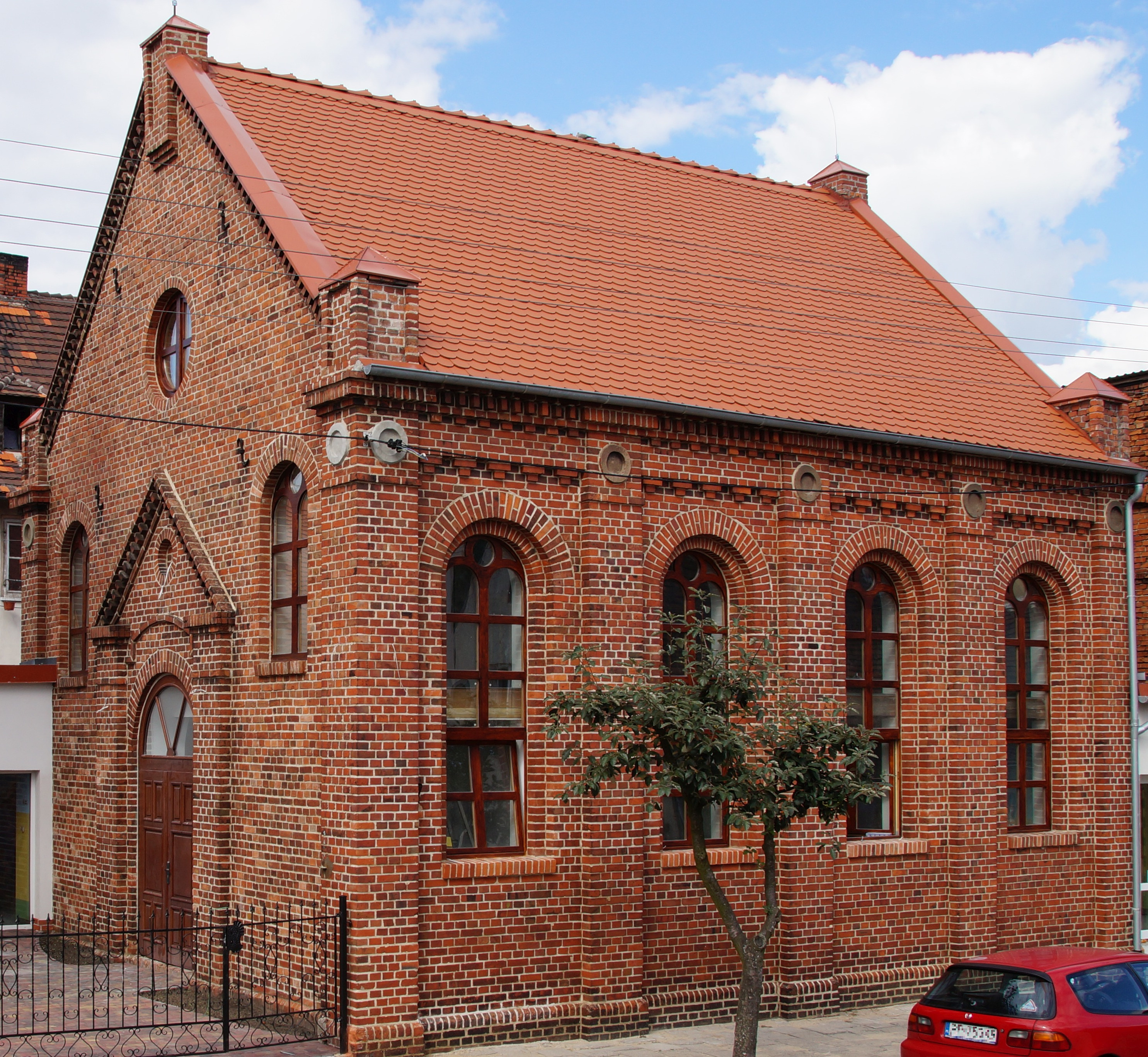
Synagoga w Wyrzysku

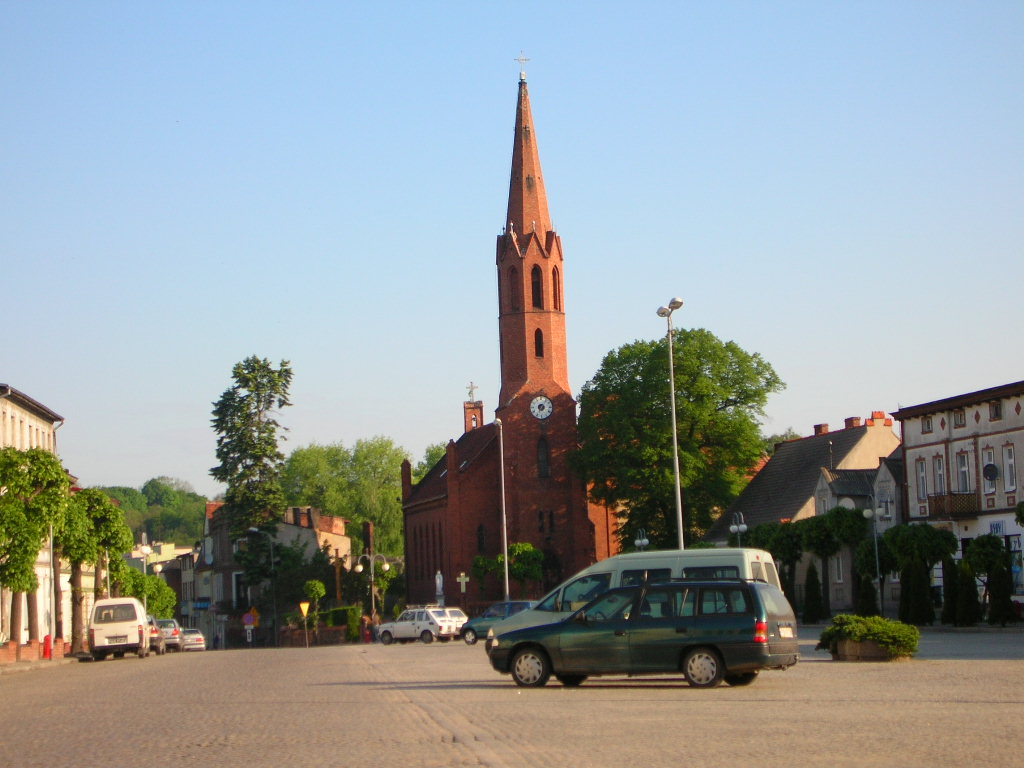
Rynek, kościół św. Marcina

- kościół św. Marcina składający się z nawy bocznej i wieży – dawnej świątyni neogotyckiej z lat 1859–1860 oraz nawy głównej zbudowanej w 1946; część neogotycka nakryta jest w prezbiterium sklepieniem krzyżowo-żebrowym, w pozostałej części stropem belkowym; we wnętrzu:
  - barokowy dawny ołtarz główny z ok. 1738
  - barokowa rzeźba św. Wawrzyńca
- dwór z połowy XIX w.
- młyn wodny z muru pruskiego
- dawna synagoga z 2. połowy XIX w.
- domy eklektyczne i secesyjne z końca XIX w. i początku XX w.
- wczesnośredniowieczne grodzisko stożkowate „Czubatka” – Rejestr NID – numer  rejestru – 63/C z 1967-12-16; 232/Wlkp/C z 2008-03-19 (stanowisko 2)
- pomniki i miejsca pamięci:
  - pomnik 26 ofiar hitleryzmu
  - głaz upamiętniający gen. Władysława Andersa z 1992

## Sport
- Wyrzyski Ludowy Klub Sportowy Łobzonka
- od 1999 co roku organizowany jest Uliczny Bieg „Olka” na cześć lekkoatlety Edmunda „Olka” Wojciechowskiego[3]
- Sekcja tenisa stołowego II liga

## Osoby związane z Wyrzyskiem
W Wyrzysku (niem. Wirsitz) urodził się Wernher von Braun, niemiecki uczony i konstruktor, członek NSDAP i późniejszy współtwórca amerykańskiego programu podboju kosmosu. 